# ゴールド・ステート・コーチ

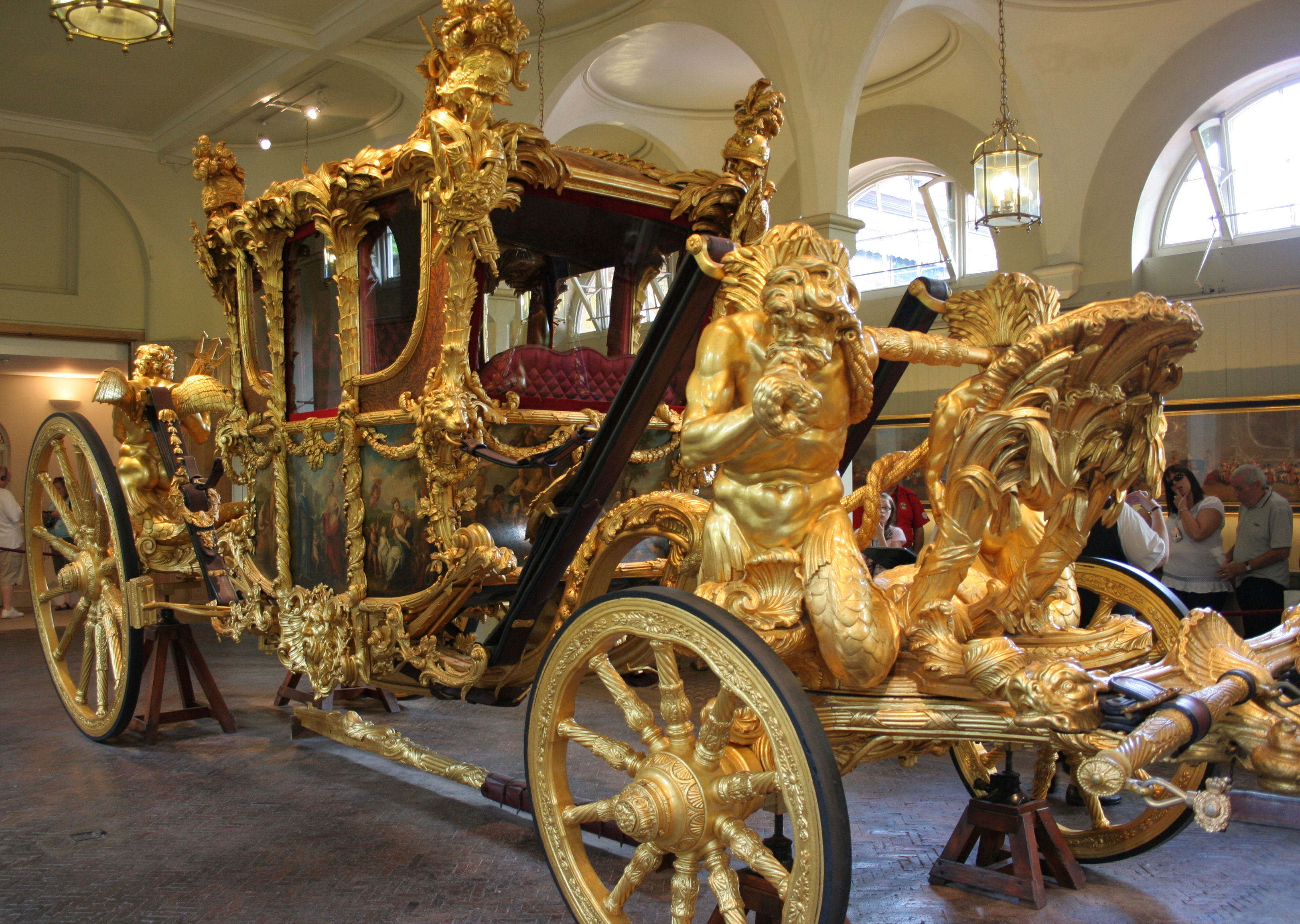
ゴールド・ステート・コーチ

ゴールド・ステート・コーチ（英語: The Gold State Coach）は、イギリス王室が使用する、八頭立ての馬車である。 1760年にジョージ3世によって委託され、サミュエル・バトラーによってロンドンで7562ポンド（2018年にインフレ調整済み150万ポンド= 198万米ドル）で作られ、1762年に完成した。
馬車は、ジョージ4世以来、全ての英国君主の戴冠式で使用されてきた。バッキンガム宮殿のロイヤル・ミューズに収容されており、一般に公開されている。

## 概要

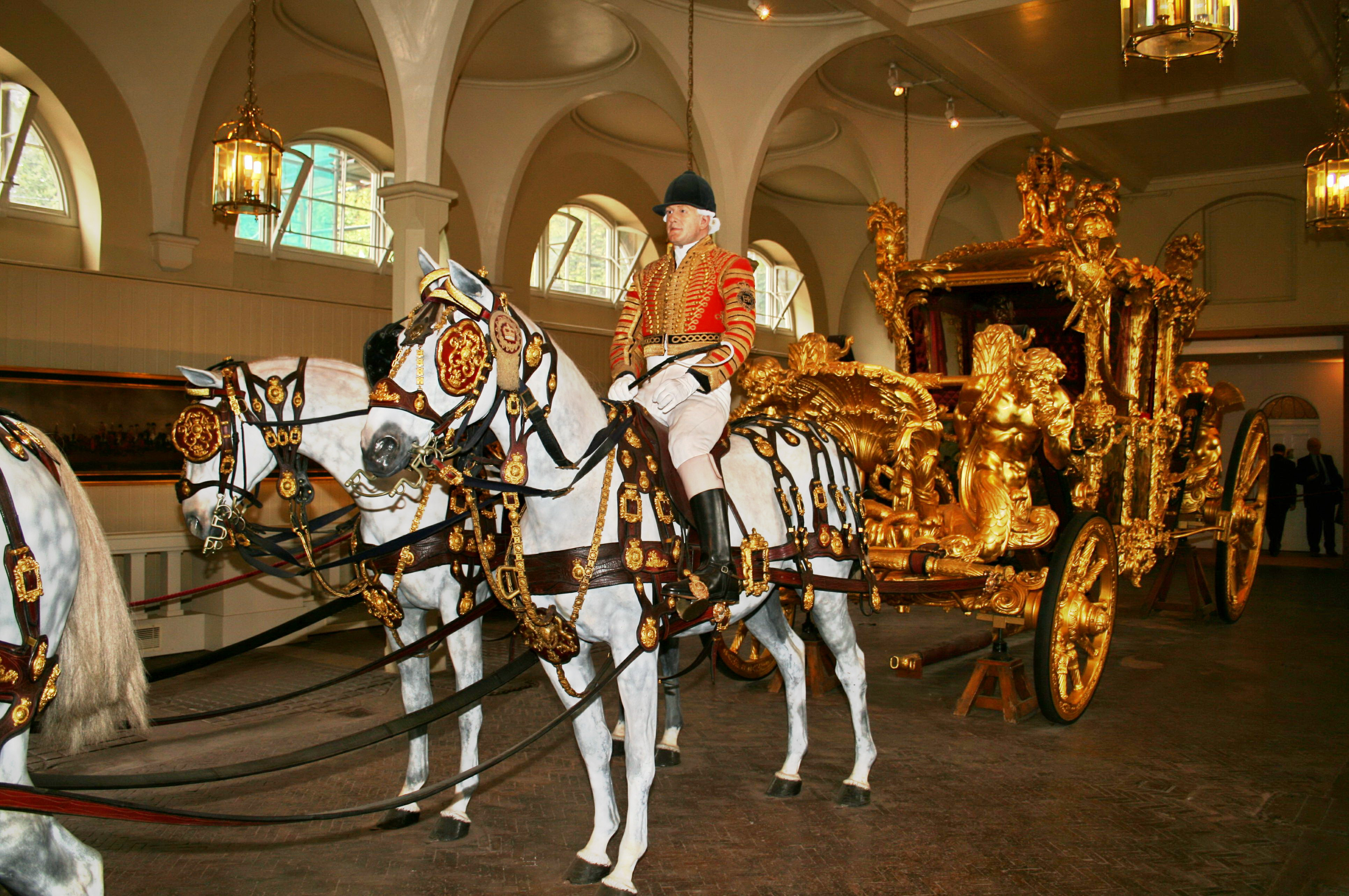
イギリス王室の馬車の中で最も重い馬車であるゴールド・ステート・コーチは八頭立てである。

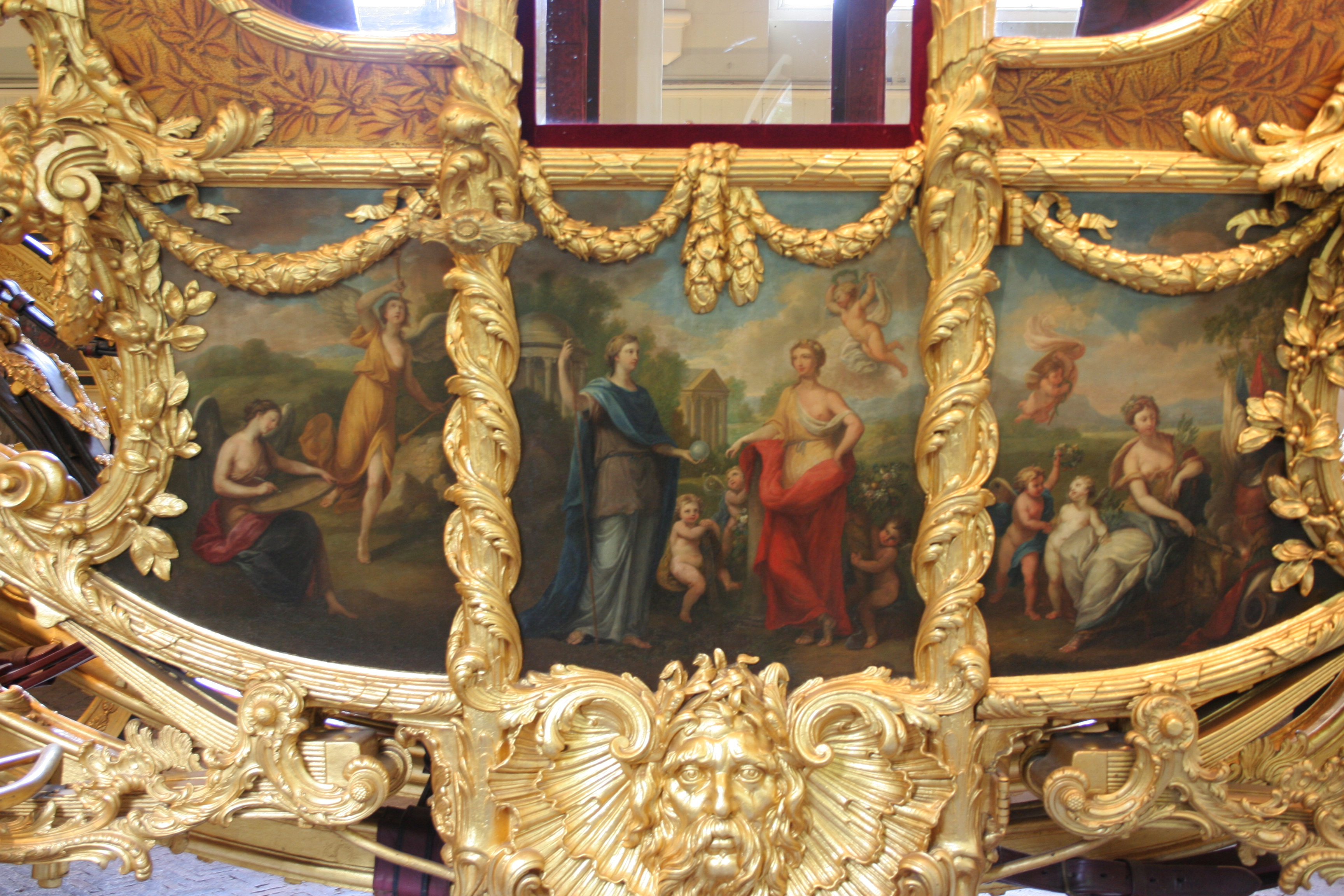
馬車の側面にあるジョヴァンニ・チプリアーニの絵

ゴールド・ステート・コーチの重さは4トンで、奥行きは7.3メートル、高さは3.7メートルである。馬車は特徴的な金色で、側面にはジョヴァンニ・バッティスタ・チプリアーニによって塗装されたパネルがある。屋根のイングランド、アイルランド、スコットランドを表す3体の智天使と、四隅に置かれたイギリス帝国の力を表す4体のトリートーンなど豊かな金色の彫刻が特徴である。馬車の胴体は、モロッコ革で覆われ、金色の留め金で飾られた筋交いで吊るされている。内装はベルベットとサテンで覆われている。彫刻家のジョセフ・ウィルトン卿は、馬車に精巧な彫刻を施した。屋根の上の3体の智天使は大英帝国王冠を持ち、騎士団を表す剣、王笏、記章を持っている。 8本の金色のヤシの木の枝が屋根を囲んでいる。四隅の木がライオンの頭から立ち上がっており、七年戦争でのイギリスの勝利のシンボルとして飾られている。馬車が1762年に作られたとき、戦争は終わりに近づいていた。馬車の胴体を支えるモロッコ革の紐は、男の頭とイルカの尾を持つ神話上の海の神である4体のトリートーンの像によって支えられている。前輪では、トリートーンが紐を使って馬車を引っ張っているかようにも見える。彼らは、海の君主の到来を告げるために、トランペットのような法螺貝を吹いている。金色のイルカが馬車を引き寄せるための棒を固定し、現在は使用されなくなった運転手の足板はホタテの貝殻の形をしている。後ろの2体のトリートーンには帝国のシンボルが描かれており、英国の海事の伝統と海の支配者としての地位を表しています。
ゴールド・ステート・コーチの馬には常にウィンザー・グレイが使用されており、イギリス王室の厩舎であるロイヤル・ミューズに置かれている。

## 歴史
元海軍士官であるウィリアム4世の言葉を借りれば、ゴールド・ステート・コーチに乗っているのは、「荒れた海でゆれる」船に乗っているようなものだった。ヴィクトリア女王は、キャビンの「苦痛な振動」について不満を漏らしていて、しばしばゴールド・ステート・コーチに乗ることを拒否していた。後の君主であるジョージ6世は、戴冠式のために宮殿からウェストミンスター寺院まで道のりは「人生で最も不快な乗り心地の1つ」であると述べた。エリザベス2世は、馬車での戴冠式への道のりを「恐ろしい」「あまり快適ではない」と評した。これが、以前にシルバー・ジュビリーとゴールデン・ジュビリーのお祝いで取り上げられていたにもかかわらず、86歳の時のダイヤモンド・ジュビリーに使用されなかった理由である可能性がある。
ジョージ6世は、第二次世界大戦後、鉄製の車輪をゴム引きするために馬車のオーバーホールをした。これは乗客に少なくともある程度の快適さを与えた。